# Papilio oregonius
Papilio oregonius is een vlinder uit de familie van de pages (Papilionidae). De wetenschappelijke naam van de soort is voor het eerst geldig gepubliceerd in 1876 door William Henry Edwards. Dit taxon wordt wel beschouwd als een ondersoort van Papilio machaon.